# Еловый (приток Егута)
Еловый (устар. Яло-ручей) — ручей в России, протекает по территории Куземского сельского поселения Кемского района Карелии. Длина ручья — 14 км.
Ручей берёт начало из болота на высоте выше 95 м над уровнем моря.
Течёт преимущественно в восточном направлении по заболоченной местности. В верхнем течении пересекает трассу Р21 («Кола»).
Впадает в реку Егут с левого берега на высоте ниже 56 м над уровнем моря.
Ручей в общей сложности имеет четыре притока суммарной длиной 3,0 км.
Населённые пункты на ручье отсутствуют.
Код объекта в государственном водном реестре — 02020000712202000002497.

## Галерея

Еловый
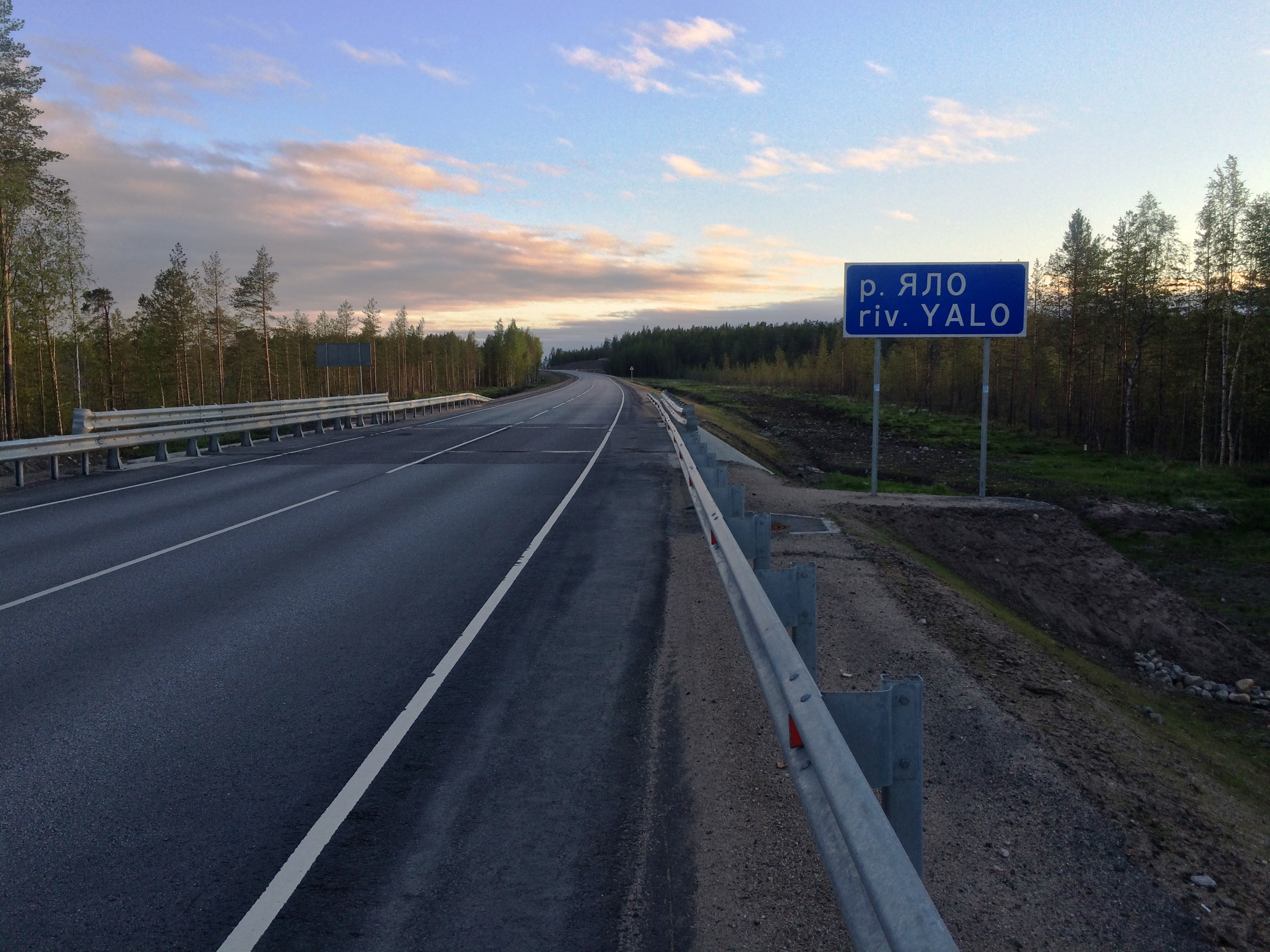
Табличка у трассы "Кола"
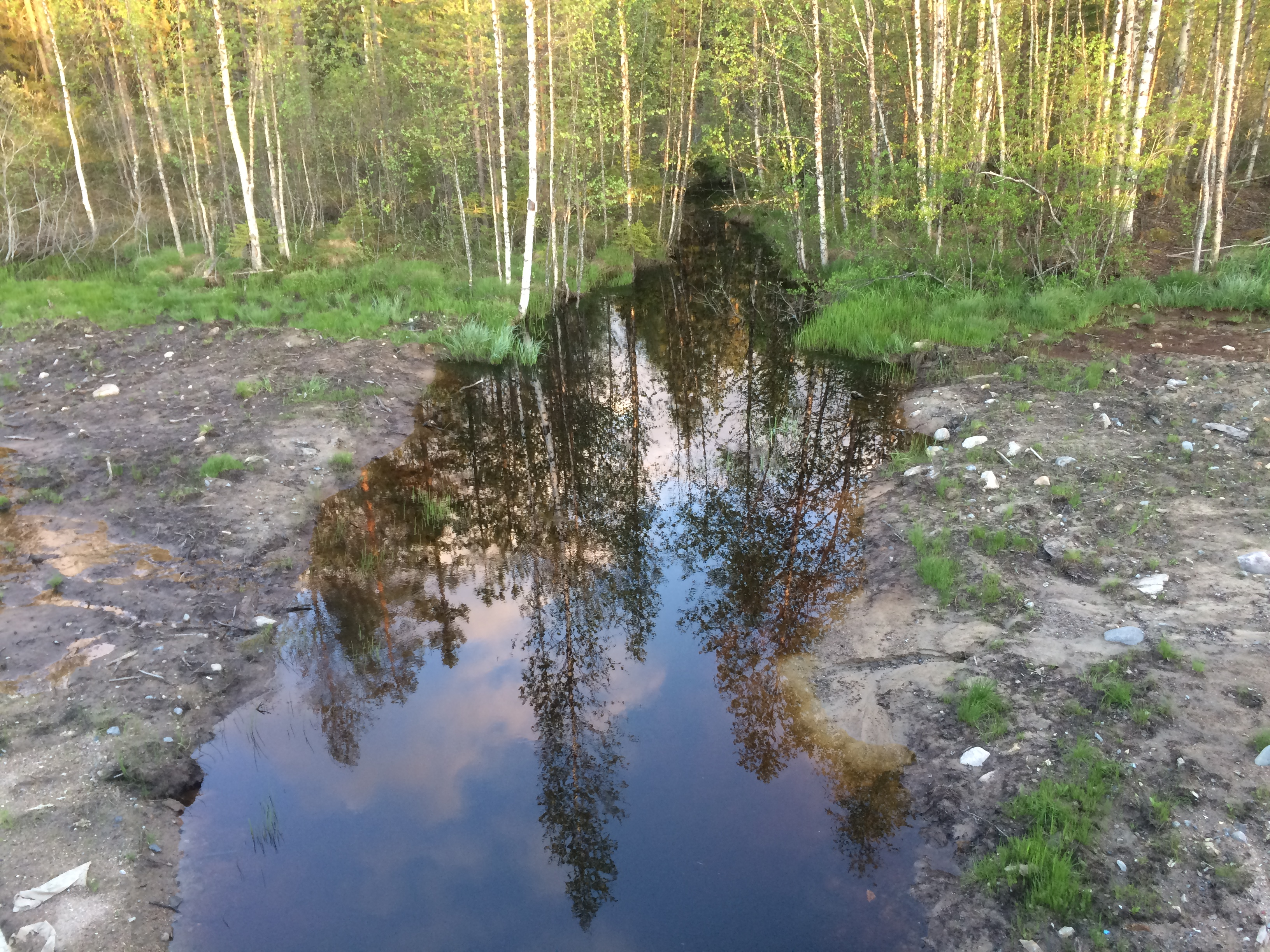
Вид против течения